# 米德蘭鎮區 (內布拉斯加州蓋奇縣)
米德蘭鎮區（英語：Midland Township）是位於美國內布拉斯加州蓋奇縣的一個行政鎮區。

## 地方資料
米德蘭鎮區的面積為79.49平方千米，當中陸地面積為79.19平方千米，而水域面積為0.30平方千米。根據2020年美國人口普查的數據，當地共有人口361人，而人口密度為每平方千米4.54人。